# Еррі Де Лука
Енріко «Еррі» Де Лука (нар. 20 травня 1950, Неаполь) — італійський письменник, перекладач і поет. Критик Джорджіо Де Рієнцо з Corriere della Sera визнав його «письменником десятиліття». Він також відомий своєю опозицією до лінії високошвидкісних потягів Ліон-Турин, і його судять за те, що він закликав до її саботажу. 19 жовтня 2015 року Де Луку звинуватили у підбурюванні до заподіяння кримінальної шкоди. Він відреагував на виправдальний вирок, заявивши, що «несправедливості вдалося уникнути».

## Біографія
Оригінальне ім'я Еррі Де Луки було Енріко (Генрі), на честь його бабусі, яка мала американське громадянство.
Після закінчення середньої школи в 1968 році Еррі Де Лука приєднався до радикального лівого руху Lotta Continua. Після розпуску організації залишив політичну участь. Працював робочим на заводі Fiat в Турині та в аеропорту Катанії. Він також був водієм вантажівки та муляром, працював на робочих місцях в Італії, Франції та Африці. Він їздив на конвоях допомоги в Югославії під час війни з 1993 по 1999 рік.
Еррі Де Лука самовивчив декілько мов, включаючи стародавній іврит, суахілі, російську та ідиш. Він перекладав книги Старого Завіту зі староєврейської та писав коментарі до Священних текстів, як «невіруючий». Опублікував понад 70 книг, численні збірки оповідань та віршів, перекладених понад 30 мовами.
Він з'явився в епізодичній ролі (механіка) у фільмі « Ізола» Костанци Квадрільо. Дебют Еррі Де Луки як сценариста та виконавця головної ролі відбувся у короткометражному фільмі Di là del Vetro (За склом), представленому на Венеціанському кінофестивалі 2011, Італія.
Де Лука — пристрасний альпініст. Відлюдник, він зараз живе в сільській місцевості поблизу Риму.

## Переклади автора
- Esodo/Nomi, Feltrinelli, 1994
- Giona/Iona, Feltrinelli, 1995
- kohelet/Ecclesiaste, Feltrinelli, 1996
- Il libro di Ruth, Feltrinelli, 1999
- Salmo secondo ovvero Elogio del massimo timore, in Micromega, 2000
- Noah Ansheldell'altro mondo (of Dovid Katz), translation from Yiddish, Dante & Descartes, 2002
- Vita di Sansone dal libro Giudici/Shoftim, Feltrinelli, 2002
- Vita di Noè/Noa, Feltrinelli, 2004
- L'ospite di pietra. L'invito a morte di Don Giovanni. Piccola tragedia in versi, Feltrinelli, 2005
- Canto del popolo yiddish messo a morte (of Ytshak Katzenelson), Mondadori, 2009